# Sverre Brodahl
Sverre Brodahl (* 26. Januar 1909 in Modum; † 2. November 1998 in Hønefoss) war ein norwegischer Skilangläufer und Nordischer Kombinierer.
Brodahl, der für den Fossekallen IL startete, belegte bei den nordischen Skiweltmeisterschaften 1930 in Oslo den 39. Platz über 50 km. Bei den nordischen Skiweltmeisterschaften 1935 in Vysoké Tatry holte er die Silbermedaille mit der Staffel. Im folgenden Jahr gewann er bei den Olympischen Winterspielen in Garmisch-Partenkirchen die Bronzemedaille in der Nordischen Kombination und die Silbermedaille im Skilanglauf mit der Staffel. Im Jahr 1937 siegte er beim Holmenkollen Skifestival und bei den Lahti Ski Games in der Nordischen Kombination.
Sein Bruder Trygve war als Skilangläufer aktiv.